# 河南省革命委员会
河南省革命委员会是1968年1月至1979年9月间河南省的省级国家行政机关。

## 历任领导

### 前期
- 时间：1968年1月－1977年12月
- 主任：刘建勋
- 副主任：王新、纪登奎、耿起昌、杨力勇

### 后期
- 任期：1977年12月－1979年9月
- 主任：刘建勋（－1978年10月） → 段君毅（1978年10月－）
- 副主任：胡立教、胡尚礼、戴苏理、王辉、郑永和、刘鸿文、李庆伟